# ラル島

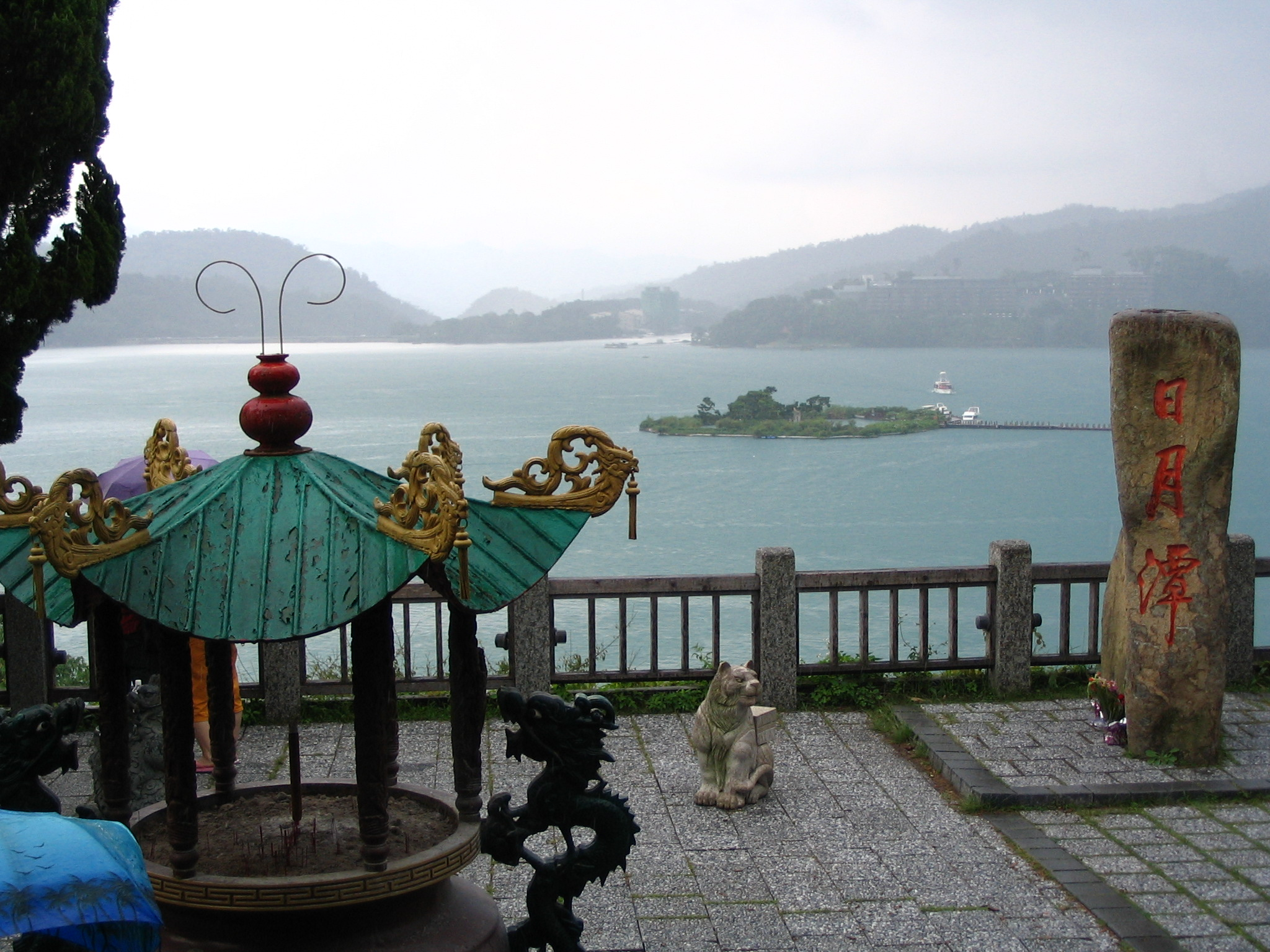
日月潭とラル島

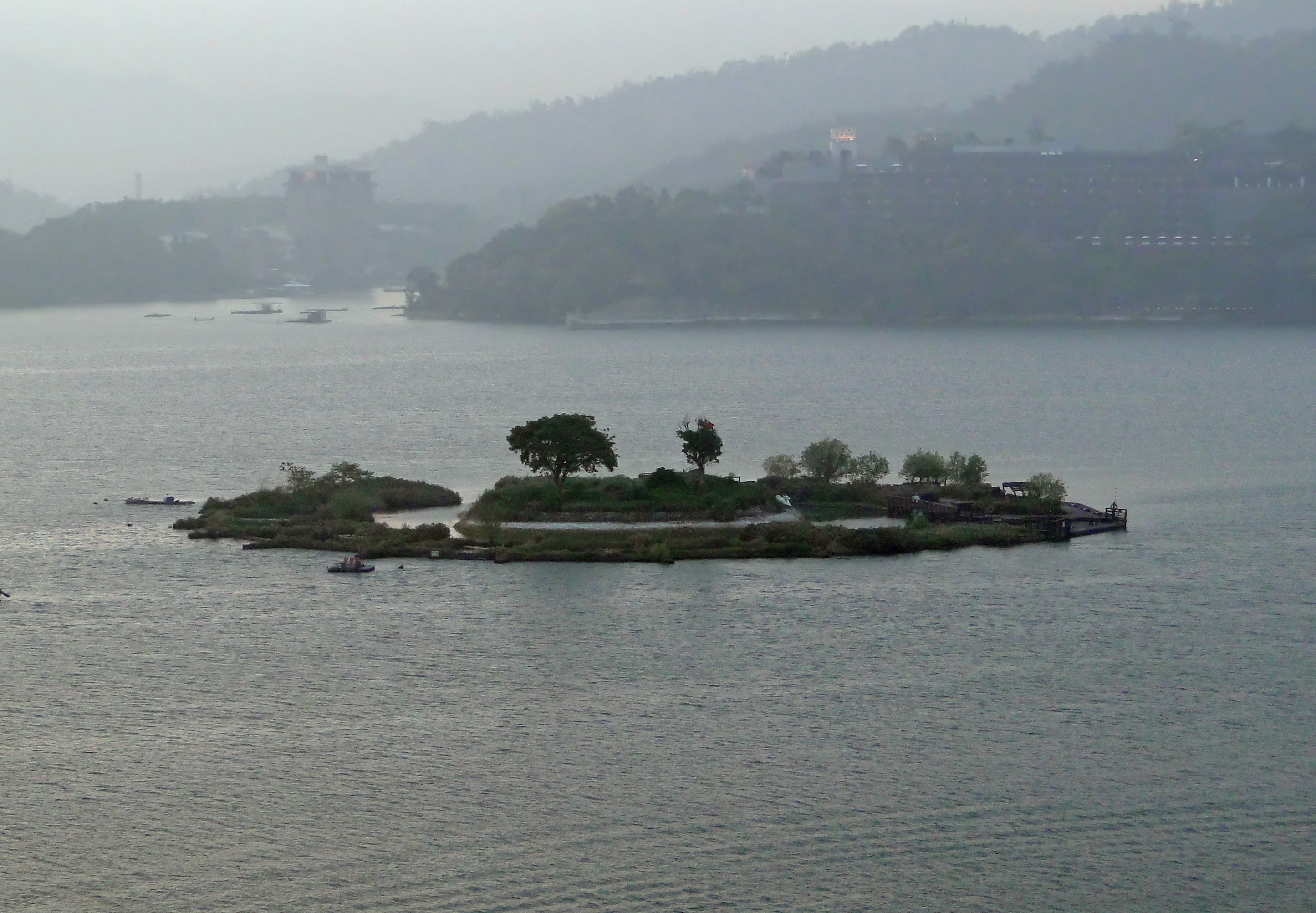
ラル島

ラル島（ 台湾華語/中国語：拉魯島、元名：珠仔山(台湾語発音：tsu-á-suann)、玉島、光華島）は、台湾南投県魚池郷の日月潭（湖）に浮かぶ島である。日月潭周辺に多く住む台湾原住民サオ族の聖地となっている。島の周りを囲む人工島から眺められるが、上陸できない。
本名はラル島だが、漢民族が珠仔山と、日本統治時代に玉島と、戦後中華民国が台湾を領有し、島を光華島と名付けた。1999年に「921大地震」が発生した後、サオ族に敬意を表すため、光華島を正式にラル島と名づけ直した。
かつては今よりも大きな島であったが、1934年にダムが竣工して日月潭の水位が上昇したために、最上部を除いて水没し、現在のような小島になった。